# Capa muscular de la mucosa
La capa muscular de la mucosa o, en llatí muscularis mucosae, o làmina muscular de la mucosa és una capa fina de múscul del tracte gastrointestinal, situada fora de la làmina pròpia, i separant-la de la submucosa. Està present de manera contínua des de l'esòfag fins al recte superior (la nomenclatura exacta de les capes musculars del recte encara es debat). Hi ha una capa muscular discontínua semblant a la muscularis mucosae al tracte urinari, des de la pelvis renal fins a la bufeta; com que és discontinu, no s'ha de considerar una autèntica muscularis mucosae.
Al tracte gastrointestinal, el terme mucosa o membrana mucosa es refereix a la combinació de l'epiteli, la làmina pròpia i (on es produeix) la muscularis mucosae.
La muscularis mucosae està formada per diverses capes primes de fibres musculars llises orientades de diferents maneres que mantenen la superfície de la mucosa i les glàndules subjacents en un estat constant d'agitació suau per expulsar el contingut de les criptes glandulars i millora el contacte entre l'epiteli i el contingut del lumen.